# Krishna y Radha en un pabellón
Krishna y Radha en un pabellón es una pintura rajput de mediados del siglo XVIII que representa a Krishna y Radha en un momento de intimidad erótica.

## Descripción
La pintura es el ejemplo de la pintura pahari utilizada en Gardner's Art Through the Ages, que dice:

En Krishna y Radha en un pabellón, los amantes se sientan en una cama debajo de un pabellón enjoyado en un exuberante jardín de mangos maduros y arbustos en flor. Krishna mira directamente a la cara a Radha. Radha tímidamente desvía la mirada. Es de noche, la hora de las citas, y el cielo oscuro del monzón se ilumina momentáneamente con un relámpago que indica la pasión eléctrica del momento. El relámpago es un símbolo estándar que se usa en las miniaturas rajput y pahari para simbolizar la felicidad espiritual y la emoción.

El erudito en arte Stuart Cary Welch lo llama un excelente ejemplo de "naturalismo mogol combinado con el tierno lirismo de las tradiciones locales y la poesía visnuíta".